# 수호이 Su-30
수호이 Su-30(러시아어: Сухой Су-30, 나토 보고명: Flanker-C/G/H)는 러시아의 2인승 전천후 다목적 쌍발 전투기이다. 러시아의 수호이가 소련에서 개발한 쌍발 엔진을 갖춘 2인승 초기동 전투기이다. 전천후, 공대공 및 항공 차단 임무를 수행할 수 있는 다목적 전투기이다. 수호이 Su-27의 개량형이다.
Su-30은 수호이 Su-27 계열 내부 개발 프로젝트로 시작되었다. Su-27UB 2인승 훈련기에서 수호이 Su-27PU 조기경보기가 개발되었다. 설계 계획은 개정되었으며 1996년 러시아 국방부는 Su-27PU를 Su-30으로 개명했다. 플랭커 계열 중 Su-27, Su-30, Su-33, Su-34, Su-35는 러시아 국방부로부터 한정 생산 또는 연속 생산을 명령받았다. 나중에 다양한 수출 요구 사항으로 인해 Su-30은 경쟁 조직인 콤소몰스크나아무레 항공제작소와 이르쿠트에서 제조된 두 가지 버전으로 분할되었으며, 둘 다 수호이 항공우주 그룹의 산하에 속한다.
콤소몰스크나아무레 항공제작소는 Su-30MKK와 Su-30MK2를 제조하며, 이 전투기는 중국을 비롯해 이후 인도네시아, 우간다, 베네수엘라, 베트남용으로 설계 및 판매되었다. Su-35 개발 초기 단계부터 콤소몰스크나아무레 항공제작소의 참여로 인해 이 기체는 기본적으로 1990년대 중반 Su-35의 2인승 버전이다. 중국은 탑재량을 늘리는 대가로 카나드를 생략할 수 있도록 오래되었지만 가벼운 레이더를 선택했다. 미국의 F-15E 스트라이크 이글과 전반적으로 유사한 제공권과 공격 능력을 모두 갖춘 전투기다.
이크루트는 전통적으로 소련 방공군에 관여했으며 플랭커 개발 초기에 2인승 훈련기 버전인 Su-27UB를 제조하는 책임을 맡았다. 인도가 Su-30에 관심을 보이자 이르쿠트는 Su-27UB를 전투기에 적합한 항공전자공학으로 개조한 다목적 Su-30MKI를 제안했다. 지상 공격 기능과 함께 이 시리즈에는 카나드, 추력 벡터링 및 장거리 위상 배열 레이더와 같은 제공권 역할을 위한 기능이 추가되었다. 수호이 Su-30의 파생형에는 각각 말레이시아, 알제리, 러시아용 Su-30MKM, MKA, SM이 포함된다. 러시아 항공우주군은 여러 대의 Su-30을 운용하고 있으며 Su-30SM 변형 모델도 주문했다.

## 운용 국가

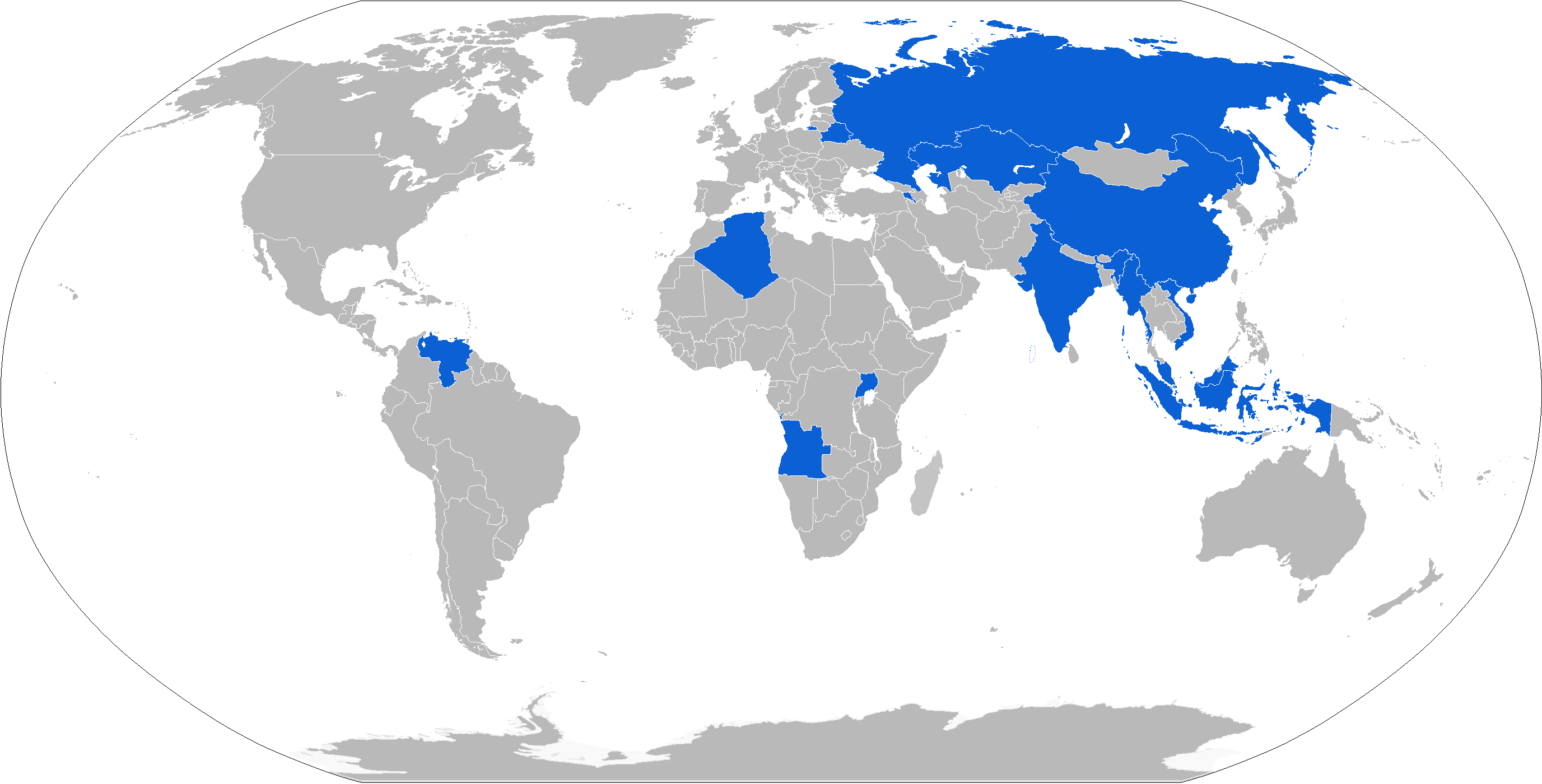
Su-30 사용국가

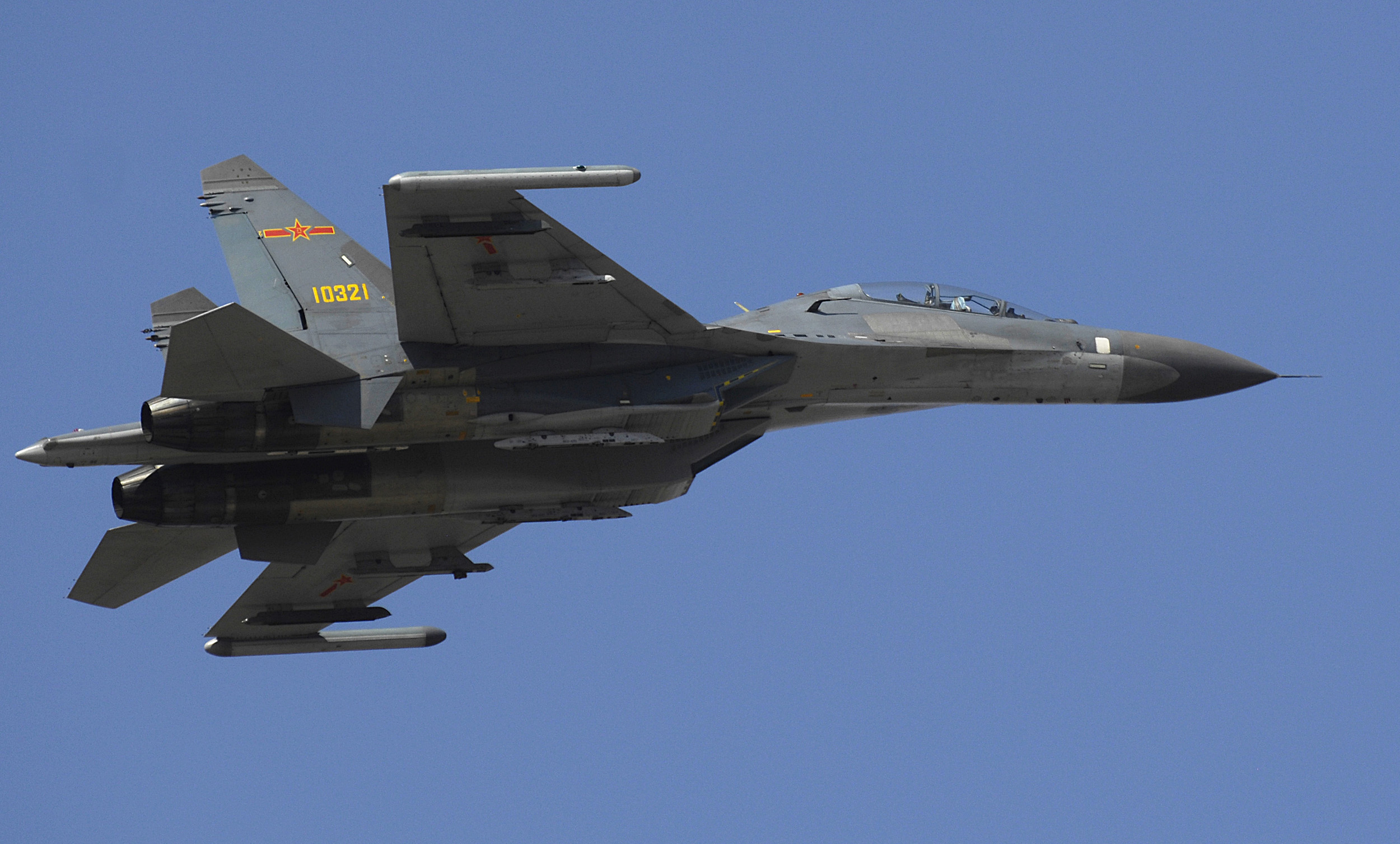
중국의 Su-30MK3

### 앙골라
앙골라 공군은 2013년 10월 16일 Su-30K 전투기 12대를 10억달러에 주문했다. 장비와 정비 서비스를 포함한 가격이다.
 앙골라는 2017년 9월 2대를 인도받았다.

### 인도
인도 공군은 수호이 Su-30MKI와 Su-30K를 사용중이다. 처음 40 대는 러시아 완제품인 K형을 도입했고, 이후에는 MKI를 힌두스탄 항공이 라이센스 생산했다. 2016년 230대를 실전배치했다.

### 우간다
우간다 공군은 2010년 Su-30MK2 전투기 6대를 12억 달러에 주문했다. 2012년 1월 마지막 2대가 인도되었다.

## 제원
일반 특성
- 승무원: 2명
- 길이: 21.935 m (73 ft)
- 날개폭: 14.7 m (48 ft 3 in)
- 높이:6.36 m (20 ft 10 in)
- 날개면적:62 m² (667 ft²)
- 경하중량: 17,700 kg (39,021 lb)
- 만재중량: 24,900 kg (54,900 lb), 56% 연료
- 최대이륙중량: 34,500 kg (76,060 lb)
- 연료량: 9,400 kg (20,724 lb) 내부연료
- 엔진: 2 × Saturn AL-31FL 터보팬
  - Dry thrust: 74.5 kN (16,750 lbf) each
  - Thrust with afterburner: 122.58 kN (27,560 lbf) each

성능
- 최고속도: 마하 2.0 (2,120 km/h; 1,320 mph) at altitude
- 거리: 3,000 km (1,860 mi; 1,620 nmi) at altitude
- 운용고도: 17,300 m (56,800 ft)
- 상승률: 230 m/s (45,275 ft/min)

무장
- 기관포: 1 × 30 mm Gryazev-Shipunov GSh-301 autocannon with 150 rounds
- 하드포인트: 12 hardpoints with a capacity of up to 8,000 kg (18,000 lb) and provisions to carry combinations of:
- 로켓:

S-8KOM/BM/OM
S-13T/OF
S-25OFM-PU
- 미사일:
- 공대공 미사일:

R-27R/ER/T/ET/P
R-73E
RVV-AE
- 공대지 미사일:

Kh-29T/L
Kh-59M/ME
- 대함 미사일:

Kh-31A
- 대레이다 미사일:

Kh-31P
- 폭탄:

KAB-500KR general-purpose bomb
KAB-500OD bomb
KAB-1500KR GP bomb
KAB-1500L laser-guided bomb
FAB-500T GP bomb
BETAB-500SHP bomb
ODAB-500PM bomb
OFAB-250-270 bomb
OFAB-100-120 bomb
P-50T bomb
RBK-500 cluster bombs
SPBE-D bomb
- 항법장비

Bars planar array radar
OEPS-27 electro-optical targeting system

## 같이 보기
- 4세대 전투기

관련 개발
- Su-27PU
- 수호이 Su-27
- 수호이 Su-33
- 수호이 Su-34
- 수호이 Su-35
- 수호이 Su-37
- J-11

유사 항공기
- 보잉 F/A-18E/F Super Hornet
- 다소 라팔
- 유로파이터 타이푼
- F-15E
- 미코얀 MiG-35